# 叶内紀雄
叶内 紀雄（かのうち としお、1940年（昭和15年）- ）は、日本の銀行家。殖産銀行頭取を歴任した。

## 来歴・人物
殖産相互銀行社長を務めた叶内長兵衛の孫として山形県山形市に生まれる。
山形県立山形東高等学校を経て中央大学法学部を卒業する。山形東高時代の同級生には、山形銀行頭取を歴任した三浦新らがいた。
中大卒業後、日本勧業銀行勤務を経て、殖産相互銀行入行。1987年には、在任25年に及んだ長谷川吉内社長の後を受け同行社長に就任する。
トップ在任中は普通銀行への転換、東証2部への上場など功績もあったが平成銀行、ミライオン銀行と2度にわたる合併破談を招いたとして引責辞任。特別相談役に退いた。

## 略歴
- 1959年（昭和34年） - 山形県立山形東高等学校卒業。
- 1963年（昭和38年） - 中央大学法学部卒業後、日本勧業銀行入行。
- 1971年（昭和46年） - 殖産相互銀行入行。
  - 以降、企画課調査役、東京支店次長、東京事務所次長、社長室副室長、検査部副部長、本店営業部副部長等を歴任する。
- 1979年（昭和54年） - 同常任監査役。
- 1981年（昭和56年） - 同取締役。
- 1983年（昭和58年） - 同常務取締役。
- 1985年（昭和60年） - 同常務取締役本店営業部長委嘱。
- 1987年（昭和62年） - 同社長（頭取）。
- 1989年（平成元年） - 普銀転換。殖産銀行頭取。
- 2000年（平成12年） - 同特別相談役。